# Corticarina lambiana
Corticarina lambiana là một loài bọ cánh cứng trong họ Latridiidae. Loài này được Sharp miêu tả khoa học năm 1910.